# Odra 1204
Odra 1204 — транзисторный компьютер второго поколения, сконструированный и выпускавшийся заводом электронного оборудования Elwro в 1967—1972 годах. Был предназначен для научно-технических расчётов и управления технологическими процессами в реальном времени.

## Характеристика
По сравнению с предыдущими образцами компьютеров Elwro модель Odra 1204 претерпела полное изменение в логике. При сборке этого компьютера использовались кремниевые транзисторы, а вместо паяных соединений гнёзд использовался монтаж накруткой. Была сохранена технология дискретных транзисторов.
Новый компьютер был оснащён собственной операционной системой и полноценным транслятором с языка Алгол. Однако в целом его программное обеспечение было крайне скромным, что не позволяло реализовать полностью потенциал машины. С целью дальнейшего использования программного обеспечения этой модели (в том числе операционной системы MASON) был создан симулятор компьютера Odra 1204, установленный на мини-компьютер Mera 400.
Компьютер поддерживал три операционные системы:
- SOW — использовалась на компьютерах Elwro
- MASON (пол. Mało Aktywny System Obsługi i Nadzoru — «Мало активная система обслуживания и наблюдения») — использовалась во Вроцлавском университете
- SODA (пол. System Operacyjny Dualnie Aktywny — «Операционная система двойной активности») — возможность разговорной работы и фоновой обработки

Ориентировочный объём внутренней памяти составлял 16 тысяч слов, внешней — 130 тысяч слов.

## Выпуск
Модель была анонсирована в 1966 году и поступила в серийное производство через год. 500-м по счёту экземпляром польских цифровых компьютеров стала именно модель Odra 1204. Модель была представлена в 1969 году на выставках в Познани и Москве (по случаю 25-летия Польской Народной Республики), в 1970 году в университете аль-Азхар в Каире и в 1971 году в Даккском университете.
С 1967 по 1972 годы было произведено 179 единиц (первая модель в 1967 году, далее в 1968 — 21 экземпляр, в 1969 — 48, в 1970 — 52, в 1971 — 31, в 1972 — 26).
Из выпущенных 179 экземпляров 114 были экспортированы в другие страны (в том числе 15 единиц в 1968 году). В 1971 году четыре экземпляра были установлены в Будапештском университете.

## Технические характеристики
- Длина машинного слова: 24 бит[пол.]

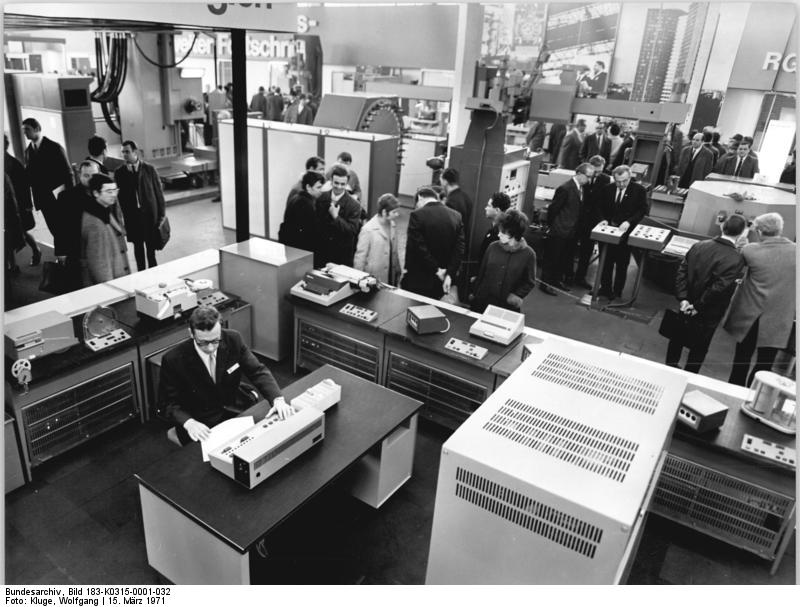
Компьютер Odra 1204 в центре обработки данных на Лейпцигской ярмарке 1971 года

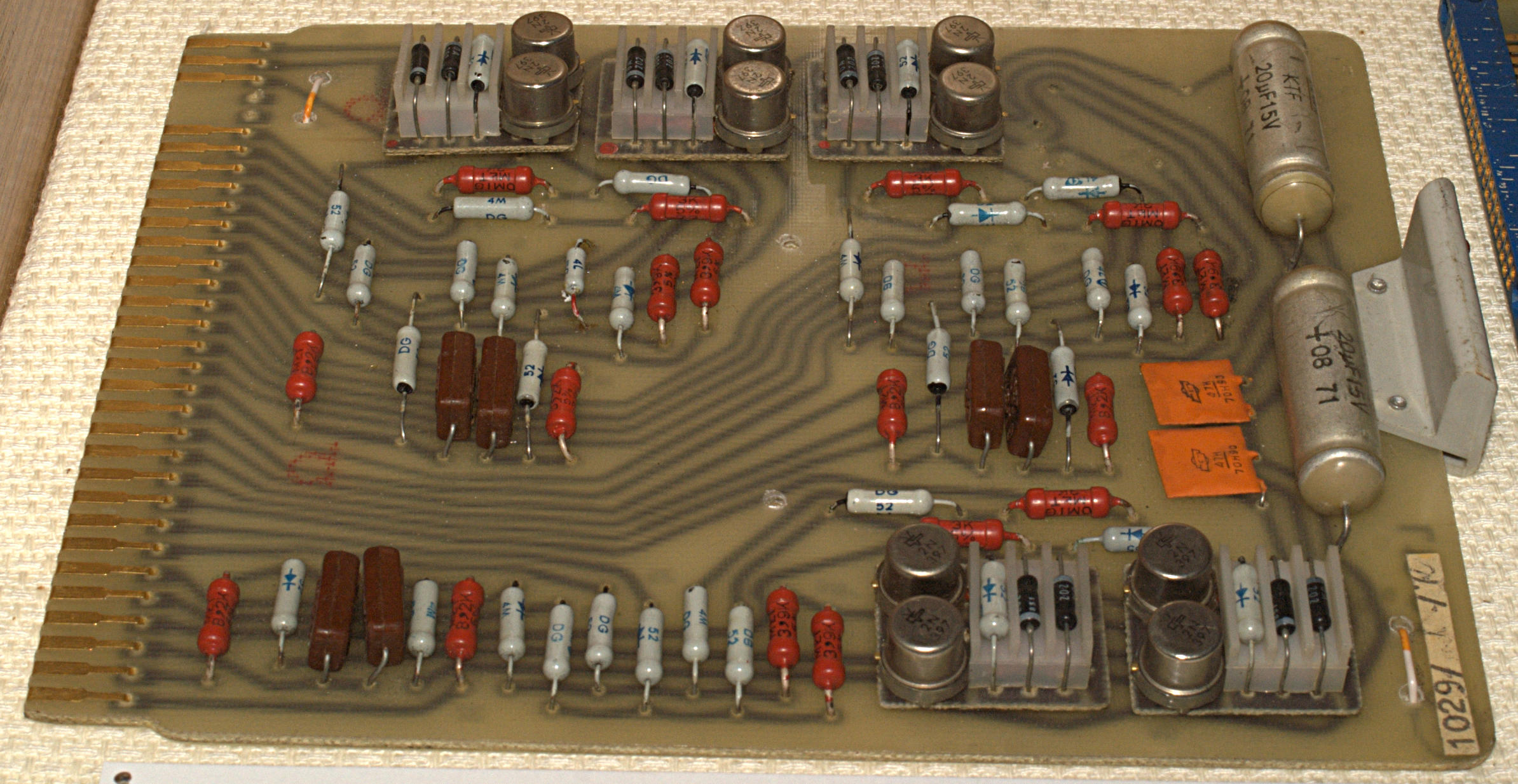
Печатная плата компьютеров Odra 1204 и Odra 1304 в Музее компьютеров при Варшавской политехнике

- Поддерживаемые операционные системы: SON (3072 машинных слова), MASON (1536 машинных слов), SODA
- Поддерживаемые языки программирования: JAS[пол.], ALGOL 1204[пол.], MOST 2[пол.] (автокод), MOL
- Внутренняя память: на магнитных сердечниках вместимостью от 4 до 16 / 32 / 64 машинных килослов, цикл доступа 6 мкс
- Постоянное запоминающее устройство (микропрограммы): трансформаторная память[7], 512 слов (33 бит каждое)
- Внешняя память:
  - до 4 магнитных барабанов объёмом 16 машинных килослов каждый, цикл доступа 10 мс
  - Накопитель на магнитной ленте PT-2[пол.]
- Основные устройства ввода-вывода:
  - Монитор
  - Устройство чтения перфоленты
  - Устройство для перфорирования
- Вспомогательные устройства ввода-вывода
  - Экран со световым пером (графический интерфейс)
  - Линейный принтер[англ.]
- Производительность: 50[4]—60 тыс. операций/сек
- Стоимость 1 млн. операций: 0,08 злотых (по ценам 1976 года), около 0,03 злотых (2017 год, с учётом инфляции)